# Güggisgrat
Der Güggisgrat ([ˈɡʏkisˌɡraːt]) ist ein mehrgipfliger Berggrat der Emmentaler Alpen im Schweizer Kanton Bern. 

## Lage
Der Berg steht nordöstlich des Thunersees und zeichnet sich durch eine grosse Eigenständigkeit aus (die Schartenhöhe beträgt 537 Meter, die Dominanz 9,5 Kilometer). Anteil am Güggisgrat haben die Gemeinden Beatenberg und Sigriswil.
Der markante Güggisgrat erstreckt sich über rund 6 km nach Nordosten bis zur Einsattelung von Oberberg. Die Gipfel des Güggisgrates sind von Südwest nach Nordost das Niederhorn (1950 m ü. M.), Hausberg von Beatenberg, der  Hauptgipfel Burgfeldstand mit 2063 m ü. M. und das Gemmenalphorn (2061 m ü. M.). Mit einem von breiten Felsbändern durchzogenen Steilhang fällt der Güggisgrat gegen Nordwesten zum Justistal ab. In einem Abstand von zwei Kilometern verläuft parallel zum Güggisgrat der Sigriswilergrat, so dass das Justistal als U-Tal mit bis zu 800 m hohen Talflanken ausgeprägt ist. Gegen Südosten weist der Kamm wesentlich geringere Hangneigungen auf, hier erstrecken sich ausgedehnte Alpweiden (Gemmenalp, Burgfeld).

## Geologie
Aus geologischer Sicht ist der Güggisgrat aus Sedimenten des Helvetikums aufgebaut, die vor rund 225 bis 65 Millionen Jahren am nördlichen Rand des Urmittelmeeres Tethys abgelagert wurden. Diese Schichten wurden erst relativ spät, vor ungefähr 20 Millionen Jahren, in die Alpenfaltung mit einbezogen. Die schroffen Felswände im oberen Teil des Güggisgrats bestehen aus Schrattenkalk. Darunter folgen mergelige und kalkige Serien der Drusbergschichten und der Kieselkalk, alles Sedimente aus der Kreidezeit. Über dem Schrattenkalk liegt im Gipfelbereich eine Schicht der Hohgantserie, überwiegend Sandstein.

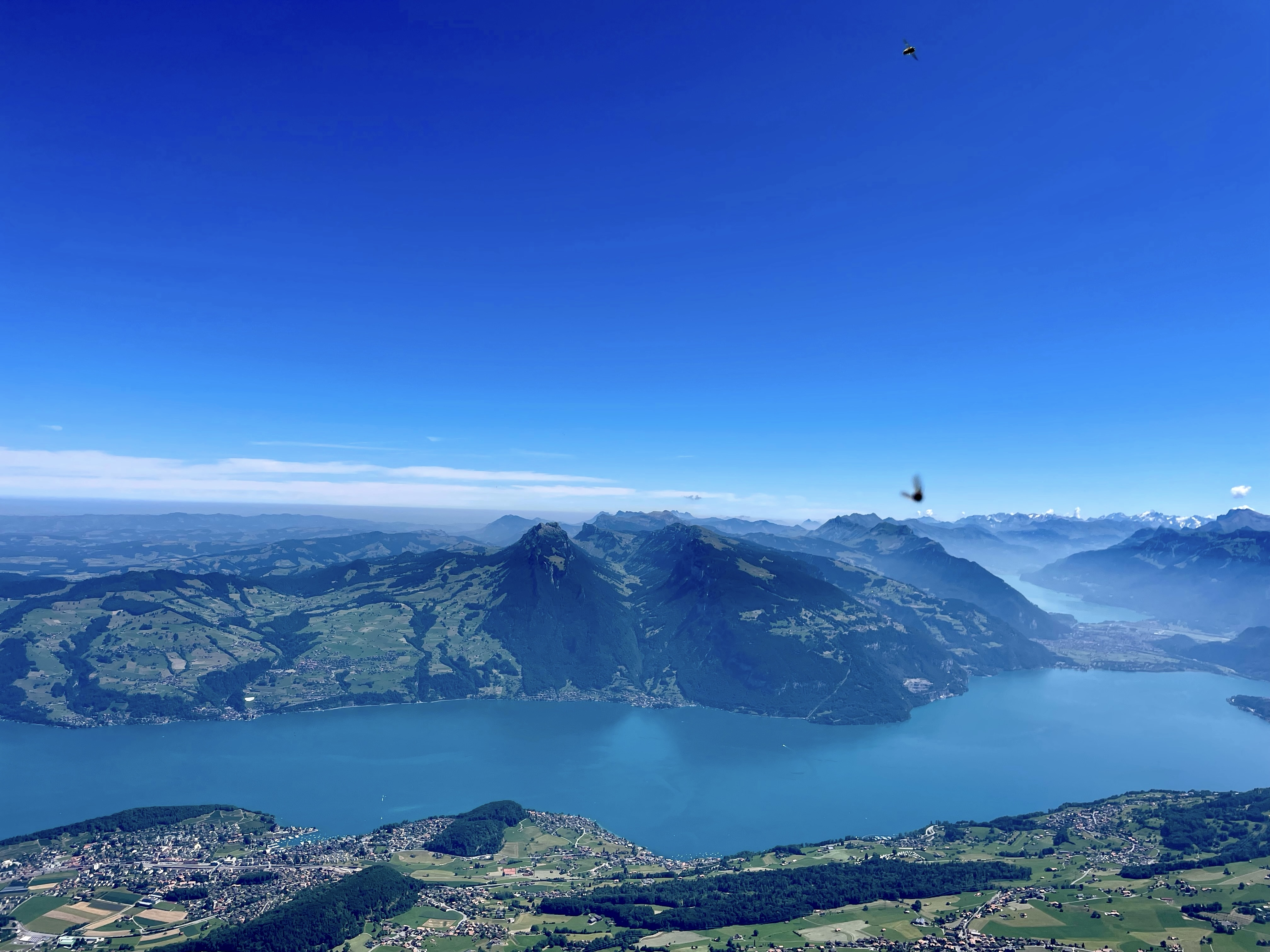
Blick auf Sigriswilgrat (links) und Güggisgrat vom Niesen aus